# Minolaimus lineatus
Minolaimus lineatus är en rundmaskart som beskrevs av Vitiello 1970. Minolaimus lineatus ingår i släktet Minolaimus och familjen Cyatholaimidae. Inga underarter finns listade i Catalogue of Life.